# Maria Wilgat
Maria Wilgat z domu Wehr, ps. Marysia (ur. 1 grudnia 1924 we Włodzimiercach, zm. 14 czerwca 2024 w Warszawie) – polska działaczka niepodległościowa i sportowa, narciarka, sędzia sportowa.

## Życiorys
Jej ojciec był administratorem majątków. Od 1935 mieszkała w Żerominie. Uczęszczała w Łodzi do gimnazjum Adeli Skrzypkowskiej. Podczas wojny odbyła kurs pielęgniarski. Gospodarstwo jej rodziców w Żerominie służyło za punkt przerzutowy, ponieważ leżało na granicy Rzeszy i Generalnego Gubernatorstwa. W 1943 przeniosła się wraz z rodziną do Grodziska Mazowieckiego. W czerwcu 1943 dołączyła do partyzantki. Była sanitariuszką Armii Krajowej w okręgu Białystok. Jesienią 1943 wróciła do Warszawy. Pracowała w kawiarence przy ul. Pięknej 40, która była jednocześnie punktem kontaktowym oraz miejscem przechowywania broni i innych nielegalnych materiałów. Wybuch powstania warszawskiego zastał ją w Grodzisku Mazowieckim.
Po wojnie zdała w Łodzi maturę. Ukończyła studia na Wydziale Dziennikarskim Akademii Nauk Politycznych w Warszawie.
W latach 1950–1991 pracowała w Warszawskim Klubie Narciarskim (WKN) jako sekretarka, kierowniczka biura, członkini zarządu, kierowniczka obozów narciarskich dla dzieci. Honorowa członkini WKN. W latach 1953–1956 trenowała narciarstwo w sekcji biegowej. W 1954 i 1955 zdobyła mistrzostwo Warszawy w biegu na 10 km. Startowała w Mistrzostwach Polski. Była sędzią narciarskim klasy związkowej (najwyższej) dyscyplin: skoki, biegi oraz zjazdy. Członkini Polskiego Towarzystwa Turystyczno-Krajoznawczego. Na przełomie lat 80/90, aktywnie wspierała środowiska opozycyjne. Następnie pracowała w sekretariacie Światowego Związku Żołnierzy AK.
Córka Stanisława Wehra i Marii z domu Niemirowicz-Szczytt. Siostra Jerzego Wehra. Od 1947 żona Jerzego Wilgata, matka syna (ur. 1958).
Pochowana na Cmentarzu Powązkowskim w Warszawie.

## Odznaczenia
- 1997 – Medal za Długoletnie Pożycie Małżeńskie[6]
- 2013 – Krzyż z Mieczami Orderu Krzyża Niepodległości[7]
- 2023 – Krzyż Kawalerski Orderu Odrodzenia Polski „za wybitne zasługi wybitne zasługi dla niepodległości Rzeczypospolitej Polskiej, za działalność na rzecz środowiska narciarskiego”[8]
- Srebrny Krzyż Zasługi (dwukrotnie) za pracę społeczną nad rozwojem narciarstwa[4]
- Krzyż Partyzancki[4]
- Krzyż Armii Krajowej[4]
- Odznaka pamiątkowa Akcji „Burza”[4]